# Pelidnota emerita
Pelidnota emerita är en skalbaggsart som beskrevs av Olivier 1789. Pelidnota emerita ingår i släktet Pelidnota och familjen Rutelidae. Inga underarter finns listade i Catalogue of Life.